# Elina Rönnlund
Elina Rönnlund  (* 14. Oktober 1996) ist eine schwedische Skilangläuferin.

## Werdegang
Rönnlund, die für den IFK Umeå startet, lief im Januar 2013 in Östersund ihre ersten Rennen im Scandinavian-Cup und belegte dabei den 81. Platz über 10 km Freistil und den 55. Platz im Sprint. Ihre besten Platzierungen beim Europäischen Olympischen Winter-Jugendfestival 2013 in Predeal waren der 22. Platz im Sprint und der zehnte Rang in der Mixed-Staffel. Im folgenden Jahr wurde sie schwedische Juniorenmeisterin im Sprint und errang bei den Nordischen Junioren-Skiweltmeisterschaften 2014 im Val di Fiemme den 14. Platz im Sprint. Bei den Nordischen Junioren-Skiweltmeisterschaften 2015 in Almaty kam sie auf den 22. Platz über 5 km Freistil, auf den 18. Rang im Skiathlon und auf den 11. Platz im Sprint. Ihr Debüt im Weltcup hatte sie im Februar 2015 in Östersund, das sie auf dem 57. Platz im Sprint beendete.  Bei den Nordischen Junioren-Skiweltmeisterschaften 2016 in Râșnov gewann sie die Goldmedaille mit der Staffel. Zudem belegte sie dort den 23. Platz über 5 km klassisch und den vierten Rang im Sprint. In den Jahren 2018 und 2019 wurde sie mit der Staffel von IFK Umeå zusammen mit Linn Sömskar und Jonna Sundling schwedische Meisterin. Bei den U23-Weltmeisterschaften 2019 in Lahti lief sie auf den 18. Platz im 15-km-Massenstartrennen, auf den 16. Rang über 10 km Freistil und auf den 12. Platz im Sprint. Im Februar 2019 holte sie in Cogne mit dem 28. Platz im Sprint ihre ersten Weltcuppunkte. Anfang März 2019 errang sie bei der Minitour in Madona den dritten Platz über 5 km klassisch und erreichte abschließend den sechsten Platz in der Gesamtwertung des Scandinavian-Cups. In der Saison 2019/20 belegte sie beim Ruka Triple und bei der Tour de Ski 2019/20 jeweils den 22. Platz und erreichte damit den 49. Platz im Gesamtweltcup. Zudem wurde sie in Lillehammer Dritte mit der Staffel.